# Колесовский поход
Колесовский поход — неудачная попытка захвата власти в Бухарском эмирате русскими большевиками и младобухарцами в марте 1918 года во время Гражданской войны в России.

## Расстановка политических сил в Туркестане
После прихода к власти большевиков в октябре 1917 года Совнарком РСФСР признал независимость Бухары и отменил соглашение о протекторате России. В Ташкенте, после  вооруженного восстания, утвердилось правительство, состоящее из большевиков и левых эсеров. В самой Бухаре под влиянием происходящих в России событий усиливается конфронтация между правительством эмира и младобухарцами — политического движения, вылившегося из джадидизма. На фоне неудачных попыток склонить эмира к проведению ограниченных реформ лидеры младобухарцев берут курс на подготовку вооружённого восстания и обращают свои взоры на революционное правительство в Ташкенте.

## Подготовка выступления
В начале декабря 1917 года младобухарцы вступают в контакт с большевиками. В Ташкент отправляется делегация ЦК младобухарцев по главе с Файзуллой Ходжаевым с целью заручиться поддержкой Ташкента в грядущем вооружённом выступлении. В ходе восстания по планам младобухарцев должно было быть сформировано революционное правительство, а эмиру отводилась лишь декоративная функция. От правительства Туркестана требовалось помочь младобухарцам оружием, а в случае необходимости и войсками.
В ходе переговоров Ф. Ходжаева с председателем Совнаркома Советского Туркестана Ф. Колесовым последний одобрил планы младобухарцев и обещал поддержку, посоветовав отложить восстание до окончания ликвидации Кокандской автономии
Центром подготовки восстания стала Новая Бухара (Каган). После успешного подавления Кокандской автономии и успехов с выступлением демобилизованных казачьих частей в Самарканде Колесов в начале марта появляется в Новой Бухаре и сообщает младобухарцам, что выступление должно произойти через пять дней, и ещё раз пообещал привезти оружие, боеприпасы и войска. Известие это было неожиданным для младобухарцев. От планов организации крупномасштабного восстания, для которого не было ни оружия, ни времени, приходится отказаться. ЦК младобухарцев формирует в Новой Бухаре революционный комитет во главе с Файзуллой Ходжаевым и вооружает отряд своих сторонников в количестве 200 человек.

## Хронология событий
Туркестанское правительство, состоящее из большевиков и эсеров, взяло курс на поддержку младобухарцев и на свержение эмира. Между тем Туркестанское правительство не ожидало серьёзного сопротивления со стороны эмира, надеясь на всестороннюю поддержку революционных сил внутри Бухары.

Начинать войну с Сеидом Алимханом было не в наших интересах. Туркестанская республика и без того истекала кровью. Для бухарской экспедиции удалось выделить лишь около тысячи бойцов. Это были плохо вооруженные отряды, собранные со всех концов Туркестана. Даже самаркандский гарнизон, считавшийся одним из самых сильных, смог направить в Каган только «бронелетучку» с ротой пехоты и взводом конницы — всего 120 человек…— Куц И. Ф. Годы в седле// М.: «Воениздат», 1964. — 152 с. (Военные мемуары) / Литературная редакция О. М. Иванова
В первых числах марта части Красной гвардии под командованием председателя Совнаркома Ф. И. Колесова были сосредоточены в Кагане. Всего в походе участвовали: самаркандский, кушкинский, закаспийский, ташкентский, чарджуйский и каганский отряды, матросы Амударьинской флотилии, отряд младобухарцев. Начальником штаба был командующий Амударьинской флотилии, капитан 1-го ранга Кишишев.
Бухарскому эмиру был выдвинут ультиматум с требованием отказа от власти. В тексте ультиматума требовалось: «Распустить существующее при Вас правительство и назначить на его место Исполнительный Комитет младобухарцев». Правительство эмира первоначально согласилась принять ультиматум. Алим-хан сделал вид, что уступил и прислал текст нового манифеста: «Предоставляя всему нашему народу свободу слова, свободу промысла, свободу обществ…. учреждаем в составе бухарских либералов Исполнительный Комитет и все реформы проводим по программе и указанию этого Комитета…». На переговорах с Колесовым были обговорены следующие условия капитуляции. В Старую Бухару выезжают представители Туркестанского правительства и разоружают эмирские войска. Их будет сопровождать конвой из 25 конных красноармейцев. На следующий день под охраной отряда в пятьсот человек в столицу прибывает Бухарский ревком и объявляет себя правительством. Остальные части отходят на станцию Каган. Одновременно Старую Бухару покидает и эмир, которому гарантирован беспрепятственный проезд за пределы ханства, куда он пожелает.
Но отряд парламентёров, вошедший в Бухару вместе с конвоем в 25 человек в сопровождении высших бухарских сановников, был неожиданно атакован и почти полностью уничтожен. Из воспоминаний участника событий:

Вскоре выяснились подробности этого тяжелого происшествия. Высшие чиновники эмира встретили наших посланцев как положено. После обмена приветствиями провели их в помещение, расположенное рядом с дворцом Алимхана. Охрана осталась у ворот. Бойцы закурили, доверчиво поглядывали на обступивших их людей. Вдруг кто-то закричал: «Смерть неверным!» Откуда-то вынырнул сарбаз, подскочил к красногвардейцу и рубанул его саблей. В ответ последовал револьверный выстрел. Толпа, подстрекаемая приспешниками Алимхана, ринулась на конвой. Завязалась жаркая схватка. Арсен Цатуров, работая клинком, пытался вырваться из окружения, но был сражён пулей. Другие, оборонявшиеся плотной группой, постепенно были разъединены и растерзаны. Чудом спаслись только двое. Они и доставили страшную весть.
— Куц И. Ф. Годы в седле// М.: «Воениздат», 1964. — 152 с. (Военные мемуары) / Литературная редакция О. М. Иванова
Колесов возобновляет военные действия, но эмир мобилизует на отпор большевикам всех жителей Бухары. Как вспоминал участник событий, «вчера против нас была только армия Алимхана и несколько сот религиозных фанатиков. Теперь к ней присоединились тысячи бухарцев». Бухарские войска атаковали воинские части в Кагане. Ситуацию большевиков под Бухарой осложнил и тот факт, что бухарское правительство своевременно разрушило железнодорожные пути, из-за чего в самый ответственный момент к месту схватки не подошёл мервский отряд, остановившийся в Каракуле, не пришёл и ожидаемый эшелон с боеприпасами из Ташкента (застрявший на станции Кермине).
Поняв бесперспективность дальнейшей борьбы, Колесов принимает решение отступить в направлении Самарканд — Ташкент, эвакуировав вместе с войсками и население Кагана (в основном состоящее из европейцев). Как вспоминает участник похода: «В вагоны густо набивались женщины, старики, дети. Они тащили с собой домашний скарб. Вместе с нами собирались уехать все, кому встреча с войсками эмира грозила верной смертью». Отступление проходило несколько дней по частично разрушенной железной дороге. Эшелоны постоянно атаковались бухарскими войсками. Одна из главных проблем — нехватка воды в отряде. Как вспоминает участник похода: «Быстро истощались запасы воды. Был установлен суровый питьевой режим. Около чанов выставили усиленные караулы. Здесь почти всегда толпились женщины в тщетной надежде вымолить дополнительную порцию влаги для детей…». Колесовские эшелоны спас отряд, высланный из Ташкента во главе с левыми эсерами Колузаевым, Петренко и Степановым.
Помимо попыток уничтожить вышедшие из Кагана эшелоны, бухарская армия совершила ряд рейдов по территории Туркестанской республики с целью уничтожения посёлков и европейских жителей вдоль железнодорожных узлов.
Мирный договор с бухарским правительством был подписан 25 марта 1918 года на станции Кизыл-Тепе. Алимхан обязался возместить причинённые Советскому Туркестану убытки и ограничить свои вооружённые силы 12 тысячами человек. В Старую Бухару назначался постоянный советский представитель. Эвакуированное из Кагана население возвращалось назад.
Тем временем в самой Бухаре была устроена резня, в которой погибли до полутора тысяч сторонников младобухарцев. Около 8000 человек, в том числе подавляющая часть младобухарцев, эмигрировали из Бухары. Среди эмигрантов был писатель Садриддин Айни. Поражение, жестокая расправа, угроза уничтожения и эмиграция в значительной степени сблизила младобухарцев с большевиками, часть из них вошла в состав только что созданной бухарской компартии. В 1918—1919 года Ф. Ходжаев работал в Наркоминделе РСФСР и организовал в Москве отделение младобухарской партии, а по приезде в Ташкент в 1920 году — Центральное бюро партии младобухарцев-революционеров.